# Reinhard Friedrich (Fotograf)
Reinhard Friedrich (* 3. Dezember 1928 in Hohenmölsen; † 26. Oktober 2014 in Berlin) war ein deutscher Fotograf. Er war auf Architekturfotografie spezialisiert.

## Leben und Wirken

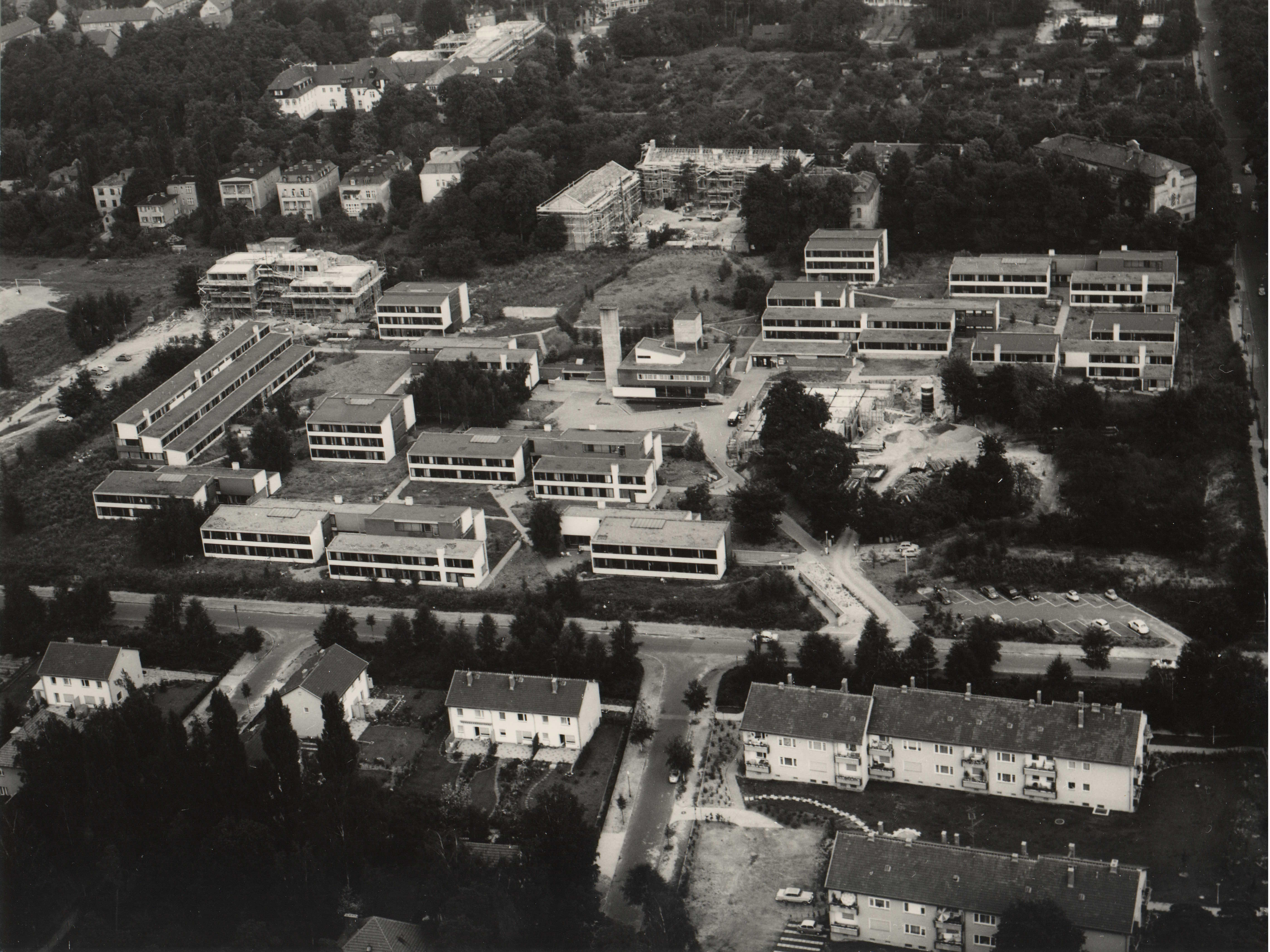
Reinhard Friedrich: Studentendorf Schlachtensee, 1963

Reinhard Friedrich studierte Kunstgeschichte und Publizistik an der Freien Universität Berlin. Er entdeckte für sich die Fotografie und machte diese zu seiner Erwerbsquelle, indem er Farbdias von Barockkirchen herstellte und sie an kunsthistorische Institute in den USA verkaufte. Die Architekturfotografie blieb zeitlebens sein größtes Arbeitsgebiet. In den 1950er Jahren war er im Außenamt der Freien Universität Berlin angestellt, wodurch sich sein Schwerpunkt zunächst auf das Fotografieren von Universitätsbauten in Deutschland verlagerte.
Über seine Präferenz für architektonische Motive kam er Ende der 1950er Jahre mit dem bekannten Architekten und Stadtplaner Hans Scharoun in Kontakt. Fortan machte Friedrich Fotografien von dessen Werk – Wohnsiedlungen in Charlottenburg-Nord, Bremen, Wolfsburg und andernorts. Er folgte Scharoun in Berlin auf die Baustelle der Philharmonie am Kemperplatz und begann den Fortschritt der Arbeiten bis hin zur Eröffnung fotografisch festzuhalten. Friedrichs Interesse ging nun über die reine Entstehungsgeschichte des Gebäudes hinaus. Er begleitete über 40 Jahre lang das Orchester mit seiner Kamera und hielt den philharmonischen Alltag mit all den wechselnden Dirigenten fest. Ein im Jahre 1999 erschienener Bildband mit umfangreichem Fotomaterial aus den vorausgegangenen Jahrzehnten verdeutlicht Friedrichs Fähigkeit, während eines Konzertes zugleich omnipräsent zu sein, dadurch verschiedene Perspektiven und Emotionen einzufangen, und dezent zu agieren, sodass eitlen Selbstdarstellungen der Akteure keine Gelegenheit gegeben wird. Der Musikkritiker Hans-Jörg von Jena schrieb über den Bildband auf welt.de: „Klänge lassen sich optisch nicht konservieren. Reinhard Friedrich gelingt aber das Kunststück, sie sich in Gesichtern spiegeln zu lassen. Jedem Bild ist das entsprechende Musikstück zugeordnet.“ Die durchgängige Verwendung von Schwarzweiß-Fotos zeuge von „preußischer Noblesse“. Musiker-Abbildungen seiner Urheberschaft finden sich auch auf zahlreichen Schallplattenhüllen und CD-Booklets.
Weitere Dokumente von historisch unschätzbarem Wert, nämlich Fotografien von Berliner Bauten und Bauprojekten sowie von Architektenwettbewerben, entstanden als Arbeiten im Auftrag der Staatlichen Museen zu Berlin und der Senatsbauverwaltungen, Berlin.

## Bildbände und Kataloge
- Wolfgang Kruse (Red.): Berlin. Bilder einer großen Stadt. Pictures of a Big City. Impressions d’une grande ville. Imagens de una gran ciudad. Michael Schmidt, Anno Wilms, Reinhard Friedrich, Annemarie Weber (Fotos). Presse- und Informationsamt, Berlin 1977.
- Robert Simon, Heide Spieh: kö 24. Stahlskulptur aus Berlin im Stadtraum von Hannover. Katalog zur Ausstellung der Galerie kö24 auf dem Königsworther Platz bis 15. Juni 1987 (= kö24; Nr. 7). Mit Fotos von Karin Blüher, Reinhard Friedrich, Ulrike Köcher, Nicolaus Mackenzie, Peter Fischer-Piel, Hassan Mahramzadeh sowie der Künstlerarchive. Eigenverlag, Hannover 1987.
- Reinhard Friedrich: Die Berliner Philharmonie. Philharmoniker, Dirigenten, Solisten. Einführung: Joachim Matzner. G+H Verlag, Berlin 1999, ISBN 3-931768-36-8.
- Max von Bismarck, Renaud Vercouter: Europe Under Construction: Berlin 1945–2015. Chaussee 36, Berlin 2015, ISBN 978-3-9817566-0-9.

## Gruppenausstellungen
- 2015/16: Europe Under Construction: Berlin 1945–2015. Björn Albert, Justina Kilinski, Mona Mathé (Kuratoren). Galerie 36, Berlin.